# 三合镇 (仁怀市)
三合镇，是中华人民共和国贵州省遵义市仁怀市下辖的一个乡镇级行政单位。

## 行政区划
三合镇下辖以下地区：
三合社区、红旗村、新农村、星山村、八一村、安居村、亭子坝村、顺兴村和两岔村。